# Exetastes ishikawensis
Exetastes ishikawensis là một loài tò vò trong họ Ichneumonidae.